# كيمبو سلايس
كيفن فيرغسون (بالإنجليزية: Kimbo Slice)‏ (مواليد 8 فبراير 1974 - 6 يونيو 2016)، المعروف باسم كيمبو سلايس، هو لاعب للعديد من الفنون القتالية بهامي أميركي. أنه هو معروف أفضل لمعارك شوارع عدة التي انتشرت في المقام الأول على شبكة الانترنت، مما يؤدي رولينج ستون أن ندعوه "ملك المشاكسون
". شريحة غادرت مسرح القتال تحت الأرض ووقع عقد احتراف مع النخبة في عام 2007. بعد النخبة أعلنت إفلاسها في عام 2008، أصبحت شريحة صفقة انتقال حر. شريحة سيكون جزءا من الدفعة العاشرة والمقاتلة في نهاية المطاف، والتي سوف يذهب بها والمقاتلة في نهاية المطاف : الأوزان الثقيلة. 

## وصلات خارجية
- كيمبو سلايس على موقع بوكس ريك (الإنجليزية) (registration required)
- كيمبو سلايس على موقع يو إف سي (الإنجليزية)
- كيمبو سلايس على موقع بيلاتور (الإنجليزية)
- كيمبو سلايس على موقع شيردوغ (الإنجليزية)
- كيمبو سلايس على موقع Tapology.com (الإنجليزية)

- كيمبو سلايس على موقع IMDb (الإنجليزية)
- كيمبو سلايس على موقع ألو سيني (الفرنسية)
- كيمبو سلايس على موقع أول موفي (الإنجليزية)
- كيمبو سلايس على موقع قاعدة بيانات الفيلم (الإنجليزية)
- كيمبو سلايس على موقع كينوبويسك (الروسية)
- Kimbo305.com (Official Website of Kimbo Slice)
- سجل الفنون القتالية المختلطة المهني لـ Kevin Ferguson على شيردوغ
- سجل الملاكمة لـ كيمبو سلايس من بوكس ريك